# Záběhlický potok
Záběhlický potok je levostranný přítok Vltavy. 
Pramení jihovýchovně u hřiště základní školy V. Vančury v Praze-Zbraslavi a asi po 800 metrech se vlévá do Vltavy. Je pojmenován po zbraslavské místní části Záběhlice. Od pramene teče lesem, severovýchodním směrem, zařezává se do údolí. Před začátkem ulice Na Plácku se do něj zleva vlévá potok pramenící u dopravního hřiště nahoře ve svahu. Na hranici ulice Pod Kamínkou je potok sveden pod zem a odtud protéká u silnice K Přehradám a asi po 25 metrech se vlévá do Vltavy.

## Galerie

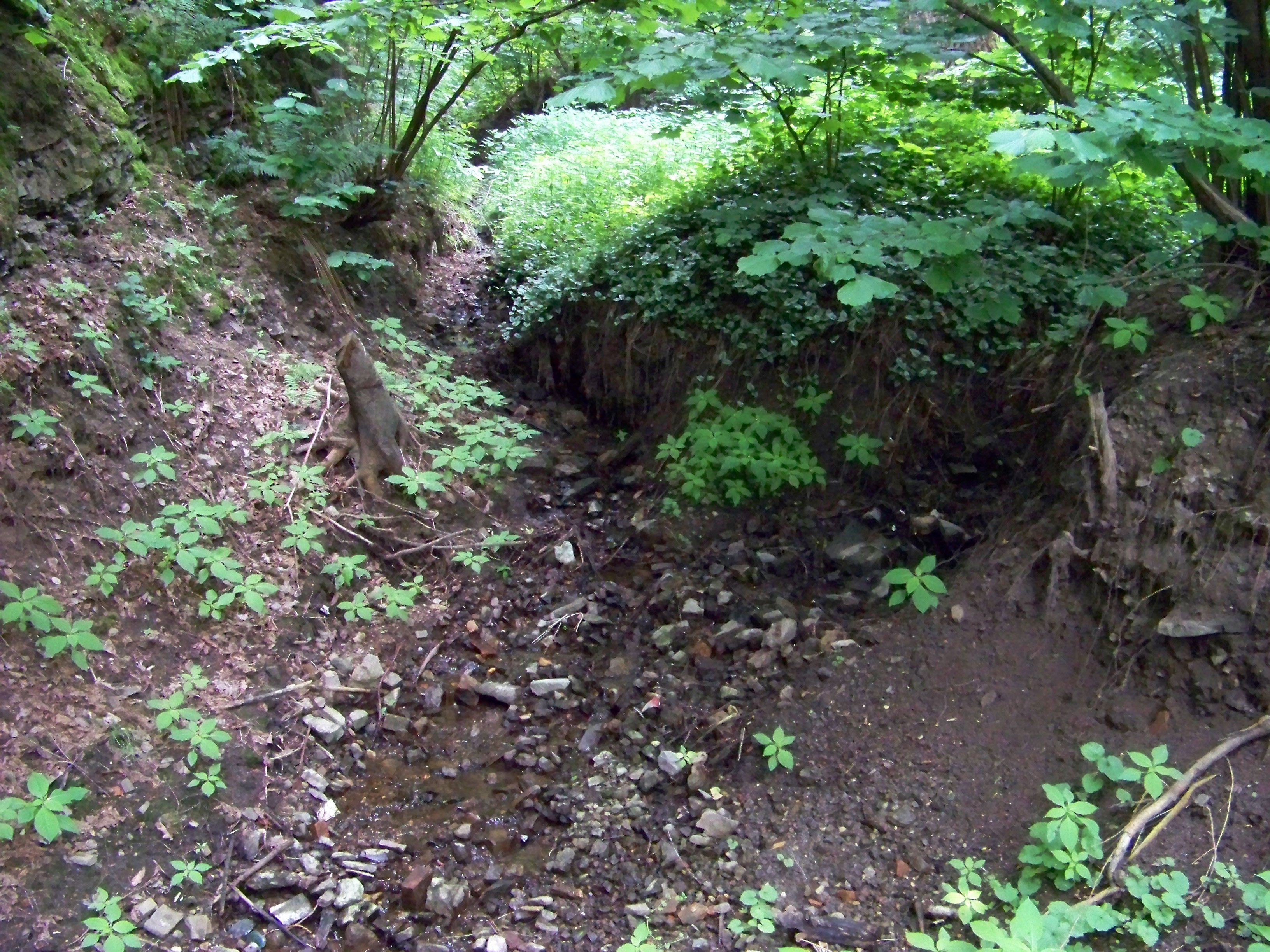
Levostranný přítok
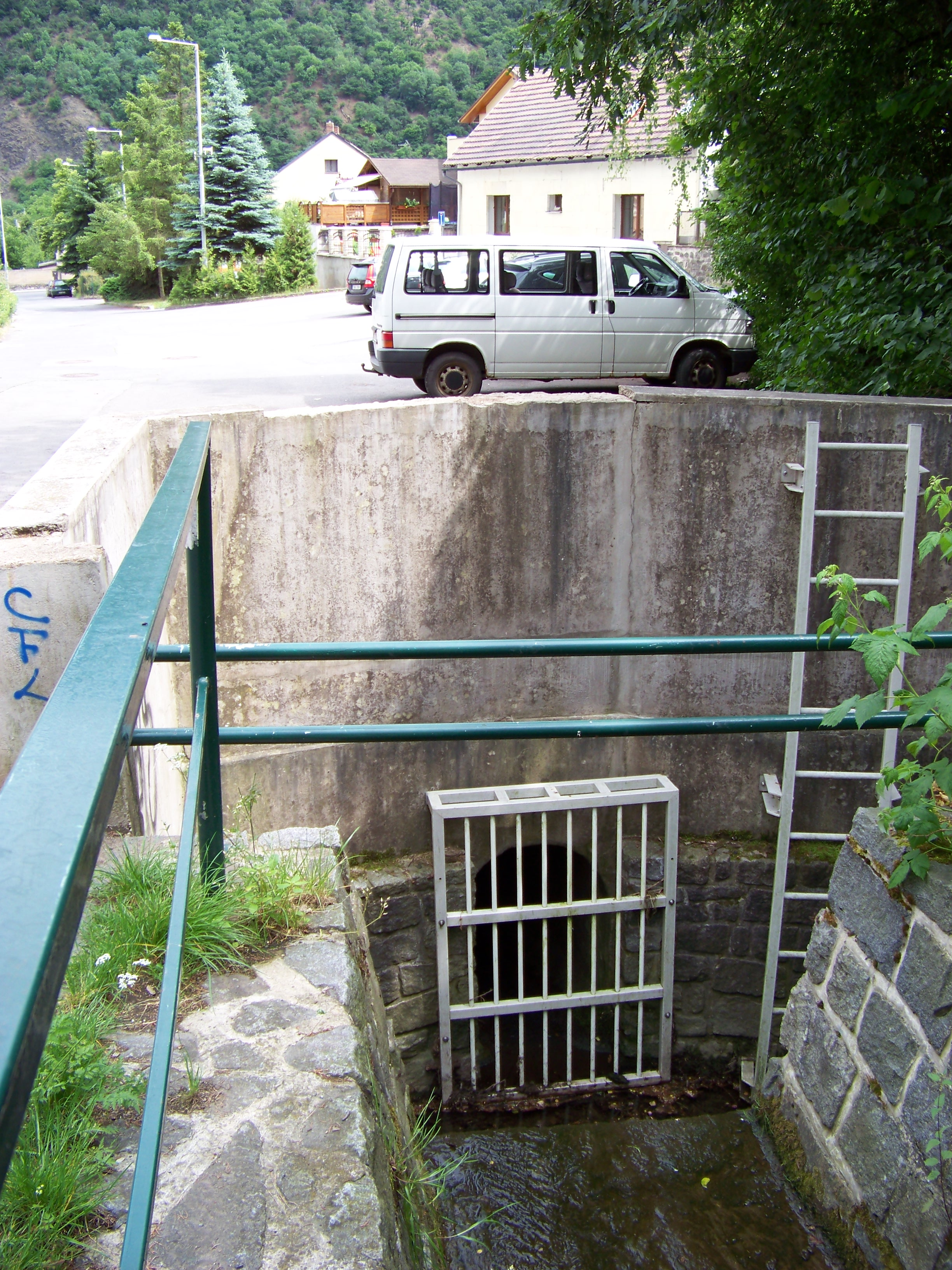
Zaústění pod zem
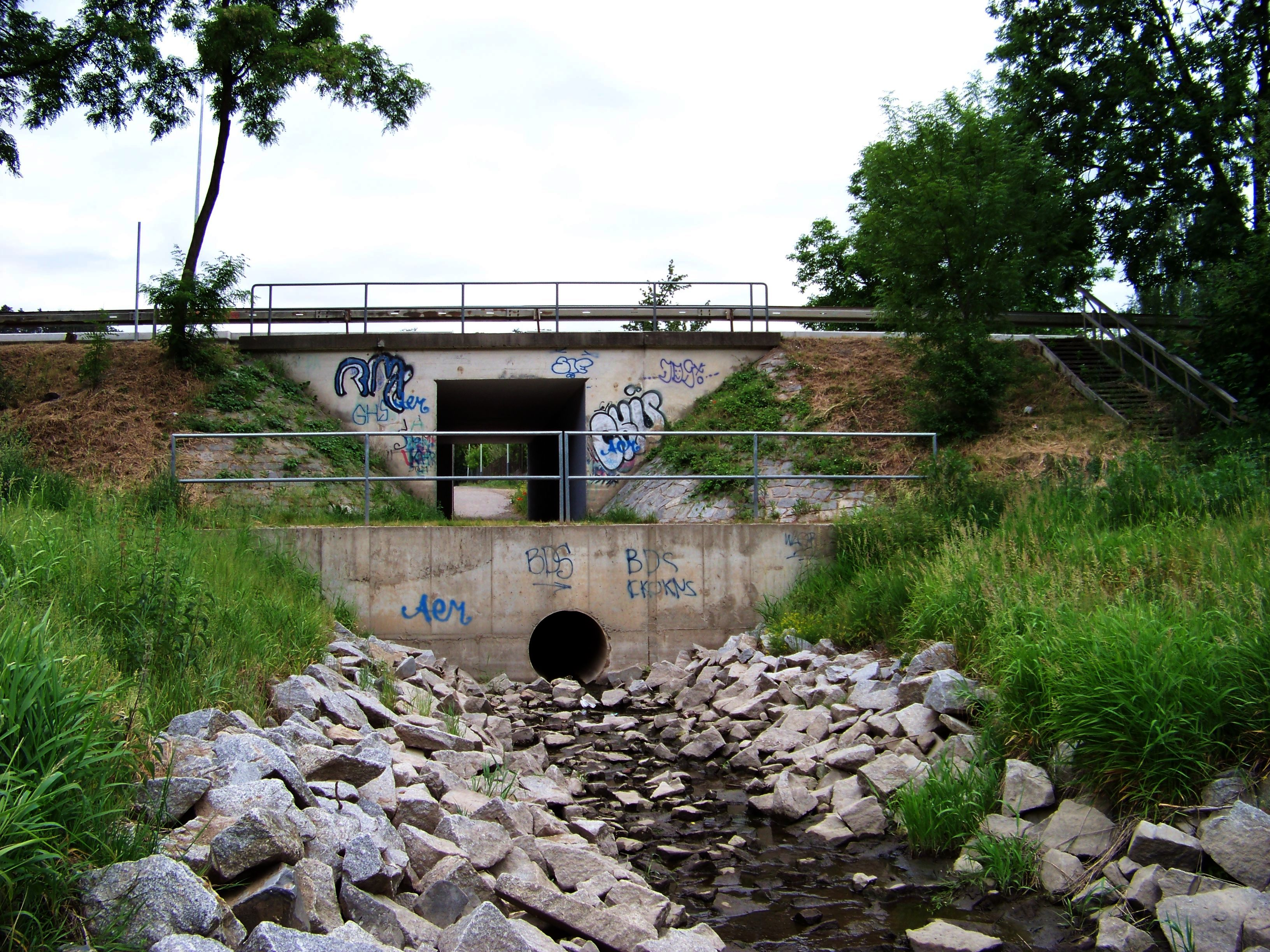
Opuštění země
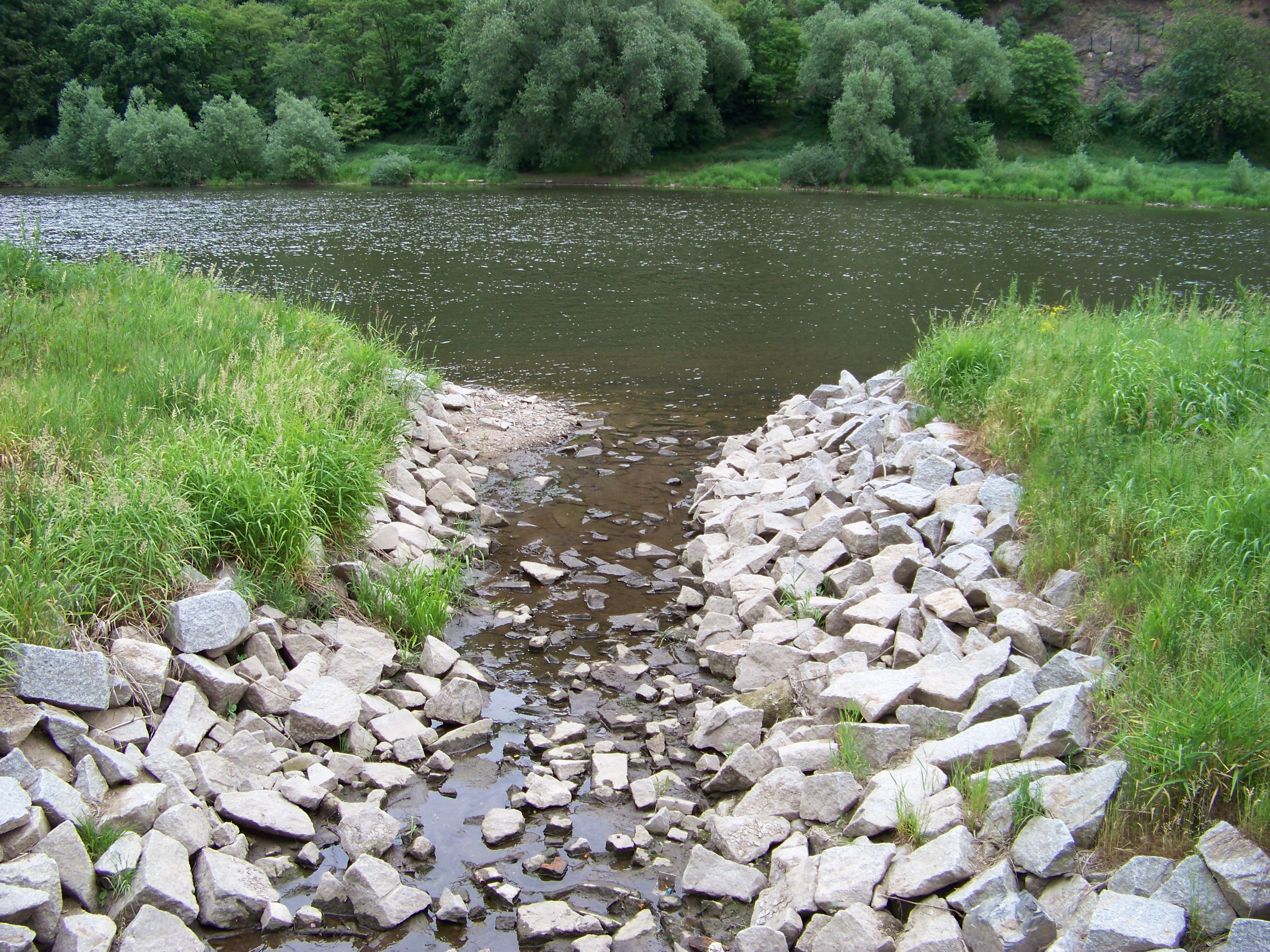
Ústí do Vltavy